# Ekwiwokacja
Ekwiwokacja (fr. équivoque – dwuznacznik z łac. aequus „równy, gładki”, vox, dpn. vocis „głos, dźwięk, (wy)mowa”) – jeden z błędów logiczno-językowych, z grupy wieloznaczności aktualnej.

## Definicja
Ekwiwokacja następuje, gdy jednocześnie:
- pewne wyrażenie potencjalnie wieloznaczne występuje w danej wypowiedzi przynajmniej dwukrotnie,
- przynajmniej w dwóch miejscach tej wypowiedzi jest ono użyte w różnych znaczeniach,
- wypowiedź ta zakłada, że ów wieloznaczny jej element posiada w każdym miejscu, w którym jest w niej użyty, to samo znaczenie.

## Wskazówki
Głównym powodem popełniania ekwiwokacji jest sytuacja, w której jedno z pokrewnych znaczeń danego wyrazu (zwrotu) używane jest znacznie częściej niż drugie jego znaczenie, co powoduje, iż to pierwsze używane jest na mocy nawyku, nawet wtedy, gdy powinno być użyte znaczenie drugie.
Celem uniknięcia ekwiwokacji należy pamiętać o następującej regule: zanim użyjesz danego terminu w swojej wypowiedzi, zastanów się, czy w jej kontekście musi on posiadać jedynie to znaczenie, w którym chcesz go użyć, czy może też mieć inne.

## Przykłady
- Arytmetyka zajmuje się m.in. dodawaniem liczb. Dodawanie liczb jest czynnością psychiczną, więc arytmetyka zajmuje się czynnościami psychicznymi.
W tym przypadku wieloznaczne jest wyrażenie „dodawanie liczb”. W zdaniu pierwszym użyte zostało w znaczeniu operacji matematycznej, konsekwencją której jest uzyskanie sumy liczb, zaś w zdaniu drugim jako pewna czynność psychiczna.
- Logika w szerokim znaczeniu oznacza dyscyplinę podającą prawa (zasady) i reguły poprawnego myślenia oraz poprawnego wypowiadania myśli. Poprawne myślenie oraz poprawne wypowiadanie myśli są czynnościami psychicznymi, więc logika zajmuje się czynnościami psychicznymi.
Podobnie jak wyżej.

## Spory słowne
Występowanie ekwiwokacji w dyskusji prowadzi do tzw. sporów słownych, gdzie dwie osoby przekonane są, że spierają się o problem, a w istocie spierają się o znaczenie jakiegoś słowa. W sytuacji sporu słownego w zasadzie obie strony mogą mieć rację, równie dobrze może nie mieć jej żadna z nich. Konfliktu takiego nie da się rozwiązać bez uzgodnienia znaczenia pojęć.

### Przykłady
- Jeden z dyskutantów patrząc na pobliską średniowieczną budowlę twierdzi, że zamek jest duży, a rozmówca mając na myśli zamek u drzwi twierdzi, że jest on zbyt mały.
- Żona mówi do męża, że dzieci nie mogą wchodzić do parku, na co on odpowiada, że – owszem – mogą. Ich spór ma charakter słowny w sytuacji, gdy żona ma na myśli ich własne dzieci, którym zabroniła wchodzenia do parku, a mąż dzieci w ogóle, które zgodnie z regulaminem parku mogą tam przebywać.
- Jeden z dyskutantów mówi, że narkotyki są zawsze nielegalne. Drugi mówi – nieprawda, bo kofeina i nikotyna są legalne. W obu przypadkach słowo narkotyk jest rozumiane różnie – pierwszy rozmówca rozumie je jako nielegalne, toksyczne środki psychoaktywne, drugi – jako wszystkie substancje o takim działaniu.
- W trakcie dyskusji na temat dopuszczalności aborcji jeden z dyskutantów mówi: „Każdy człowiek powinien mieć prawo do życia, a więc aborcja powinna być zakazana”. Na to drugi dyskutant odpowiada: „Co za bzdury. W jaki niby sposób legalizacja aborcji może odebrać ludziom prawo do życia?”. Problem w tym przypadku polega na tym, że pierwsza osoba definiuje człowieka jako osobnika gatunku Homo sapiens począwszy od chwili poczęcia, druga definiuje człowieka jako osobnika gatunku Homo sapiens, który zakończył prenatalny okres swojego rozwoju.

We wszystkich przykładach dyskutanci przyjmowali różne znaczenia używanych przez siebie słów. W pierwszym przypadku spór dotyczył homonimu, a w drugim wynikał z użycia określenia w odmiennych supozycjach logicznych – żona miała na myśli konkretne (własne) dzieci, a mąż dzieci w ogólności (wszystkie dzieci).